# Donna D’Errico

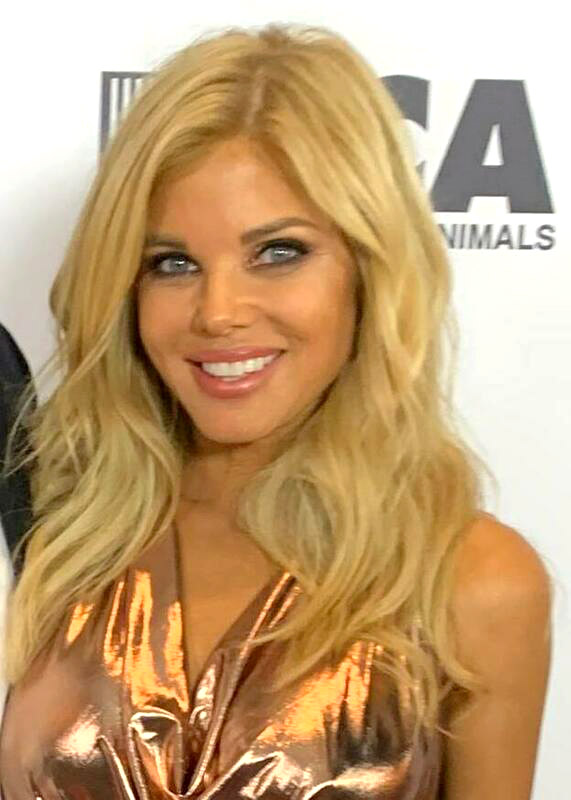
Donna D’Errico (2019)

Donna D’Errico (* 30. März 1968 in Dothan, Alabama) ist eine US-amerikanische Schauspielerin und ein Model.

## Leben
Ihr Debüt als Schauspielerin hatte D’Errico 1995 in einer Episode der Fernsehserie Auf schlimmer und ewig. Im gleichen Jahr übernahm sie eine Gastrolle in einer Episode der Serie Eine schrecklich nette Familie.
D’Errico trat in den Jahren 1996 bis 1998 in mehreren Episoden der Fernsehserie Baywatch in der Rolle der Rettungsschwimmerin Donna Marco auf. Außerdem war sie mit derselben Rolle in der Serie Baywatch Nights zu sehen. Im Jahre 1999 übernahm sie die weibliche Hauptrolle in dem Horrorfilm Candyman 3 – Der Tag der Toten. Es folgten weitere kleine Fernsehauftritte und Nebenrollen in Filmen wie Intervention und Austin Powers in Goldständer.
Sie war Playmate des Monats September 1995 in der Zeitschrift Playboy.
D’Errico war mit Nikki Sixx, dem Bassisten der Rockband Mötley Crüe, verheiratet. Der Song Rocketship auf dem 7. Album Generation Swine ist D’Errico gewidmet.

## Filmografie
- 1995: Auf schlimmer und ewig (Unhappily Ever After, Fernsehserie, Folge 2x08 Aus Feind mach’ Freund)
- 1995: Eine schrecklich nette Familie (Married... with Children, Fernsehserie, Folge 10x09 Scharf ist, was scharf macht)
- 1996: High Tide – Ein cooles Duo (High Tide, Fernsehserie, Folge 2x18)
- 1996–1997: Baywatch Nights (Fernsehserie, 18 Folgen)
- 1996–1998: Baywatch – Die Rettungsschwimmer von Malibu (Baywatch, Fernsehserie, 19 Folgen)
- 1997: Big Easy – Straßen der Sünde (The Big Easy, Fernsehserie, Folge 2x02)
- 1997: Sabrina – Total Verhext! (Sabrina, the Teenage Witch, Fernsehserie, 2 Folgen)
- 1998: Baywatch: Traumschiff nach Alaska (Baywatch: White Thunder at Glacier Bay)
- 1998: Trau' keinem Lehrer! (Nick Freno: Licensed Teacher, Fernsehserie, 4 Folgen)
- 1998: Men in White (Fernsehfilm)
- 1998: Schief gewickelt (Holding the Baby, Fernsehserie, Folge 1x05)
- 1999: Candyman 3 – Der Tag der Toten (Candyman 3: Day of the Dead)
- 2000: BattleBots (Fernsehserie)
- 2002: Austin Powers in Goldständer (Austin Powers in Goldmember)
- 2002: Kiss the Bride
- 2004: Comic Book: The Movie
- 2004: Reno 911! (Fernsehserie, Folge 2x16)
- 2006: Celebrity Paranormal Project (Fernsehserie, 8 Folgen)
- 2007: Intervention
- 2008: Inconceivable
- 2010: The Making of Plus One
- 2019: Brooklyn Nine-Nine (Fernsehserie, Folge 6x02 Hitchcock und Scully)
- 2022: Frank & Penelope (Frank and Penelope)